# Lazenby
Lazenby – wieś w Anglii, w hrabstwie ceremonialnym North Yorkshire, w dystrykcie (unitary authority) Redcar and Cleveland. Leży 68 km na północ od miasta York i 347 km na północ od Londynu.